# Nixon (album)
A 2000-es Nixon a Lambchop nagylemeze. Az album kritikai és kereskedelmi áttörést jelentett a zenekarnak, főleg az Egyesült Királyságban, ahol több év végi felmérés előkelő helyét foglalta el.
A borító Wayne White festménye, aki Kurt Wagner gyermekkori barátja volt, és az együttes több lemezéhez készített borítót. Az album szerepel az 1001 lemez, amit hallanod kell, mielőtt meghalsz című könyvben.

## Az album dalai
|     | Cím                            | Hossz |
| --- | ------------------------------ | ----- |
| 1.  | The Old Gold Shoe              | 6:21  |
| 2.  | Grumpus                        | 4:19  |
| 3.  | You Masculine You              | 5:59  |
| 4.  | Up with People                 | 5:59  |
| 5.  | Nashville Parent               | 5:38  |
| 6.  | What Else Could It Be?         | 3:38  |
| 7.  | The Distance from Her to There | 4:20  |
| 8.  | The Book I Haven't Read        | 5:44  |
| 9.  | The Petrified Florist          | 4:52  |
| 10. | The Butcher Boy                | 2:54  |

## Fordítás
Ez a szócikk részben vagy egészben a Nixon (album) című angol Wikipédia-szócikk ezen változatának fordításán alapul.  Az eredeti cikk szerkesztőit annak laptörténete sorolja fel. Ez a jelzés csupán a megfogalmazás eredetét és a szerzői jogokat jelzi, nem szolgál a cikkben szereplő információk forrásmegjelöléseként.